# Miss France 1970
Miss France 1970 est la 40e élection de Miss France. Elle a lieu au Palais des sports de Mulhouse en décembre 1969.
Michelle Beaurain, 19 ans, Miss Paris 1969 remporte le titre et succède à Suzanne Angly, Miss France 1969.

## Candidates
33 candidates participaient à l'élection, :
- Miss Alsace, Isabelle Grosjean[2].Elle sera hors-concours car l'élection se déroulait dans sa région[3].
- Miss Angoulême - Charente
- Miss Aquitaine
- Miss Ardennes
- Miss Armagnac
- Miss Berry
- Miss Bordeaux
- Miss Bretagne, Catherine Ledu, 21 ans, modèle
- Miss Centre-Ouest
- Miss Champagne
- Miss Corse-Côte d'Azur, Helena Colonna[4]
- Miss Deux-Sèvres
- Miss Gascogne
- Miss Haute-Saône
- Miss Île-de-France, Joëlle Goldstein, 17 ans, étudiante
- Miss Jura-Franche-Comté, Brigitte Vuillemin
- Miss Languedoc - La Grande-Motte, qui n'est autre que Myriam Stocco, Miss France 1971.
- Miss Lorraine
- Miss Lyon
- Miss de la Mayenne
- Miss Morbihan
- Miss Nivernais
- Miss Normandie, Françoise Blanchard, 17 ans et demi, étudiante
- Miss Outre-Mer
- Miss Paris, Micheline Beaurain, 20 ans, professeur à l'École d'hôtesses
- Miss Périgord
- Miss Poitou
- Miss Saint-Etienne
- Miss Sarthe
- Miss Territoire de Belfort
- Miss Tours
- Miss Touraine
- Miss Vosges

## Classement final[2]
| Résultat         | Candidate          | Région                  |
| ---------------- | ------------------ | ----------------------- |
| Miss France 1970 | Michelle Beaurain  | Miss Paris              |
| 1re dauphine     | Brigitte Vuillemin | Miss Jura-Franche-Comté |
| 2e dauphine      | Norma Klein        | Miss Lorraine           |
| 3e dauphine      |                    |                         |
| 4e dauphine      |                    |                         |
| 5e dauphine      |                    |                         |
| 6e dauphine      |                    |                         |